# Obrona Westerplatte
Obrona Westerplatte – obrona Wojskowej Składnicy Tranzytowej przez garnizon Wojska Polskiego na półwyspie Westerplatte, w czasie kampanii wrześniowej od 1 do 7 września 1939 roku. Była to pierwsza bitwa II wojny światowej, jednak za pierwszy akt zbrojnej agresji Niemiec przeciwko Polsce uważa się wcześniejsze o kilkanaście minut bombardowanie przyczółków mostów tczewskich.

## Podłoże

### Krótki rys historyczny
W 1920 roku na niewielkim półwyspie Westerplatte nad Zatoką Gdańską w Wolnym Mieście Gdańsku powstała polska składnica wojskowa. W marcu 1924 roku Liga Narodów zgodziła się całkowicie przekazać półwysep Westerplatte Polsce. Decyzja została zrealizowana w październiku 1925 roku – władze Gdańska oddały półwysep Polakom w bezpłatną i bezterminową dzierżawę. W grudniu tego samego roku Rada Ligi Narodów pozwoliła Polsce utrzymywać tylko 88 żołnierzy na Westerplatte. Pierwszy polski pododdział wartowniczy liczący 22 ludzi, w tym dwóch oficerów, wylądował na Westerplatte 18 stycznia 1926 roku. Potajemnie w późniejszym czasie liczba ta powiększyła się do 176 żołnierzy i 6 oficerów. Od 1926 roku, ze względu na antypolskie incydenty, na Westerplatte stacjonował niewielki garnizon Wojska Polskiego.

### Sytuacja na Westerplatte pod koniec sierpnia i rankiem 1 września
18 sierpnia pancernik „Schleswig-Holstein” wypłynął z Kilonii, opuszczając terytorium III Rzeszy 23 sierpnia (po krótkich postojach w Zatoce Strand i Świnoujściu), wpływając do Gdańska 25 sierpnia z „wizytą kurtuazyjną”, zacumował w kanale portowym 150 m od Westerplatte, jednak w rzeczywistości pancernik miał rozkaz tam być w momencie wybuchu wojny 26 sierpnia. Z powodu przesunięcia daty ataku na Polskę z 26 sierpnia na 1 września (w rezultacie podpisania przez Wielką Brytanię i Polskę umowy o układzie sojuszy 25 sierpnia 1939 roku i także z powodu poinformowania Hitlera, iż Włochy wahały się co do wypełnienia zobowiązań w ramach paktu stalowego), pancernik był zmuszony pozostać tam przez kolejne sześć dni, zanim hasło „Fiske” zostało wysłane i zajęcie Gdańska mogło się rozpocząć.

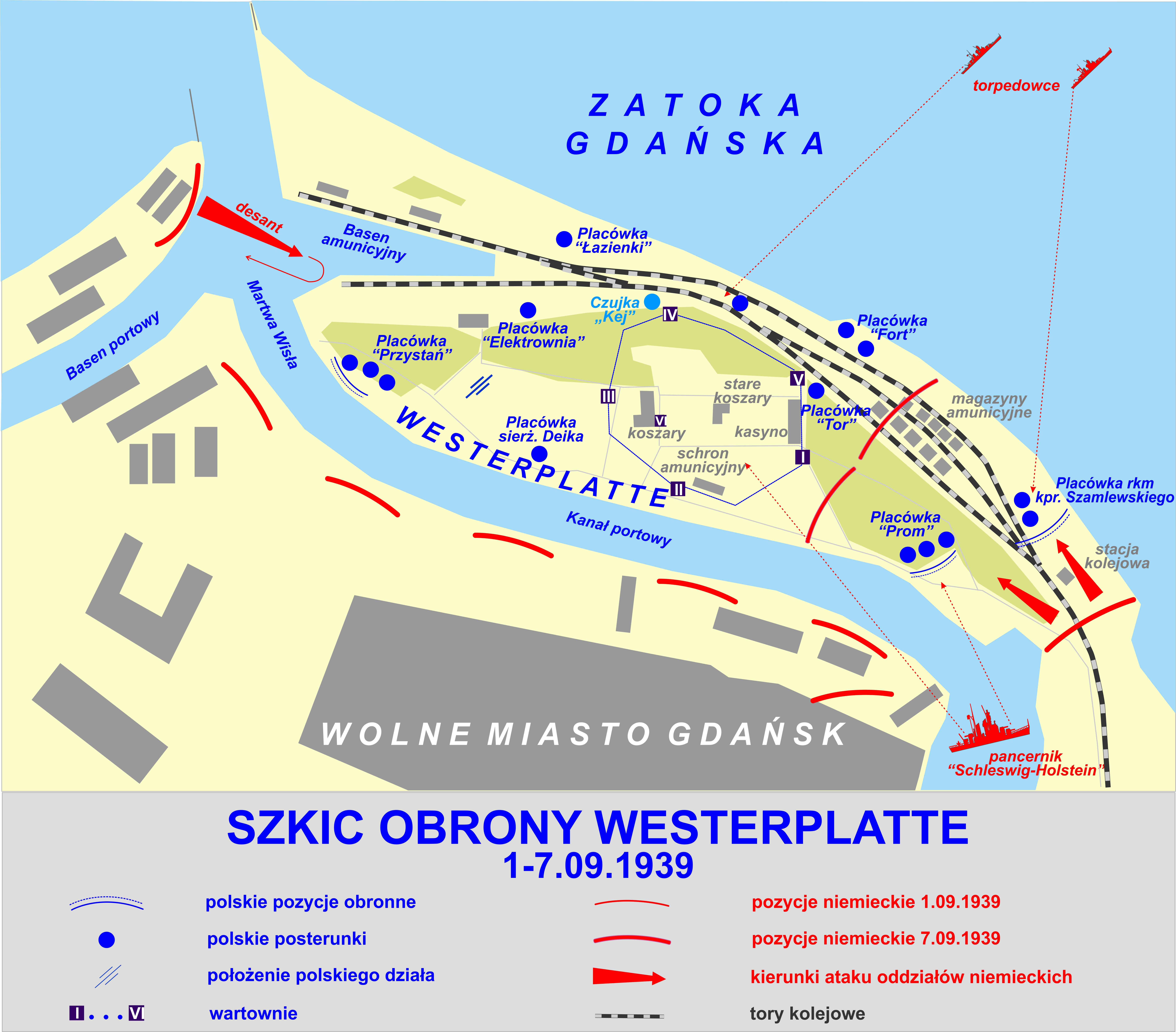

26 sierpnia kmdr Gustav Kleikamp przesunął „Schleswiga-Holsteina” w górę kanału pomiędzy Gdańskiem a Westerplatte. Major Henryk Sucharski postawił swój garnizon w stan najwyższej gotowości.
W nocy z 31 sierpnia na 1 września żołnierze polscy broniący Westerplatte czuwali – na stanowiskach znajdowała się ⅓ załogi. Reszta spała, gotowa do akcji w przeciągu kilku minut od ogłoszenia alarmu. Tymczasem ok. 400 m od polskiej placówki, przy twierdzy Wisłoujście, pod osłoną nocy zeszła na ląd z pokładu „Schleswiga-Holsteina” kompania szturmowa Kriegsmarine. Potężne działa pancernika były wymierzone w Westerplatte. Dowódca okrętu kmdr Kleikamp znał datę ataku – 1 września, godz. 4:45. Wyokrętowani żołnierze zajęli pozycje wyjściowe do ataku przy murze okalającym składnicę od południowego wschodu. Niemieccy saperzy w kilku miejscach podłożyli ładunki wybuchowe, aby tuż przed rozpoczęciem ataku wykonać wyłomy w ogrodzeniu.
Około godz. 4:00 „Schleswig-Holstein” podniósł cumy i przemieścił się do Zakrętu Pięciu Gwizdków, skąd miał lepsze pole ostrzału. O godz. 4:43 w dzienniku pokładowym zapisano: „Okręt idzie do ataku na Westerplatte”.

## Siły obu stron

### Siły polskie

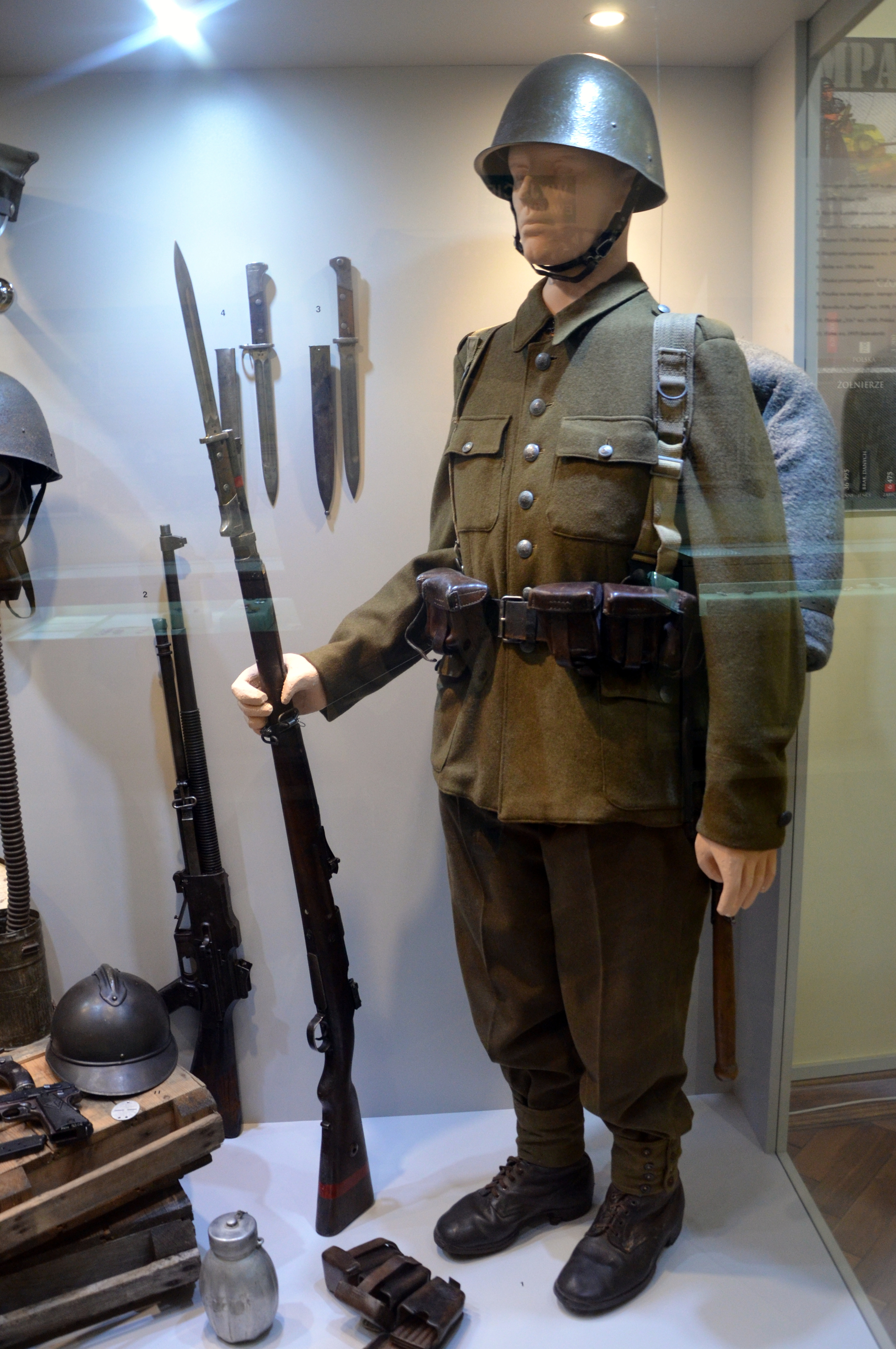
Mundur i uzbrojenie żołnierza polskiego z września 1939 roku, widoczny charakterystyczny hełm wz. 31

Załoga Westerplatte przed 1939 rokiem składała się z 2 oficerów, 20 podoficerów i 66 żołnierzy (zatrudniono także ok. 20 pracowników cywilnych, m.in. obsługujących elektrownię, urządzenia kolejowe, portowe i magazyny). Wiosną i latem 1939 roku zwiększono stan załogi. We wrześniu 1939 roku składnicy strzegło 182 żołnierzy, w tym 5 oficerów i lekarz (inne źródła podają 205–210 żołnierzy, w tym ponad 70 podoficerów). Z drugiej strony Bogusław Kubisz określa siły polskie na Westerplatte 31 sierpnia 1939 roku na 205–225 ludzi, w tym 6 oficerów i 30 pracowników kontraktowych (w większości byłych wojskowych, którzy zostali zmobilizowani i wzięli potem udział w obronie). Załoga placówki uzbrojona była w broń ciężką – 4 moździerze 81 mm, 2 działka przeciwpancerne 37 mm i działo piechoty 75 mm. W wyposażeniu obrońców znajdowało się także 18 ckm, 17 rkm i 8 lkm. Żołnierze dysponowali ok. 160 karabinami, ok. 40 pistoletami i około tysiącem granatów. Zapasy żywności mogły wystarczyć na miesiąc. Według planów Westerplatte miało bronić się przez dwanaście godzin, a w rzeczywistości broniło się aż 7 dni.
Placówka składała się z 5 betonowych, wzmocnionych wartowni i przystosowanych do obrony, wzmocnionych, najnowocześniejszych wówczas w Polsce koszar. W sierpniu, w obliczu mnożących się prowokacji niemieckich i wobec groźby wybuchu wojny, na terenie Westerplatte wybudowano drewniano-ziemne umocnienia polowe stanowiące zewnętrzny pas obrony. Wykonano też zaporę przeciwczołgową, rzędy zasieków oraz wycięto niektóre drzewa i krzewy dla zapewnienia lepszej widoczności i pola ostrzału. By ukryć prace przed wzrokiem niemieckich obserwatorów, prowadzono je w nocy.

### Siły niemieckie
Okrętami Kriegsmarine biorącymi udział w ostrzeliwaniu Westerplatte były pancernik „Schleswig-Holstein” (dowódca kmdr Gustav Kleikamp) oraz torpedowce T-196 i trałowiec Von der Groben (dawny M-107).

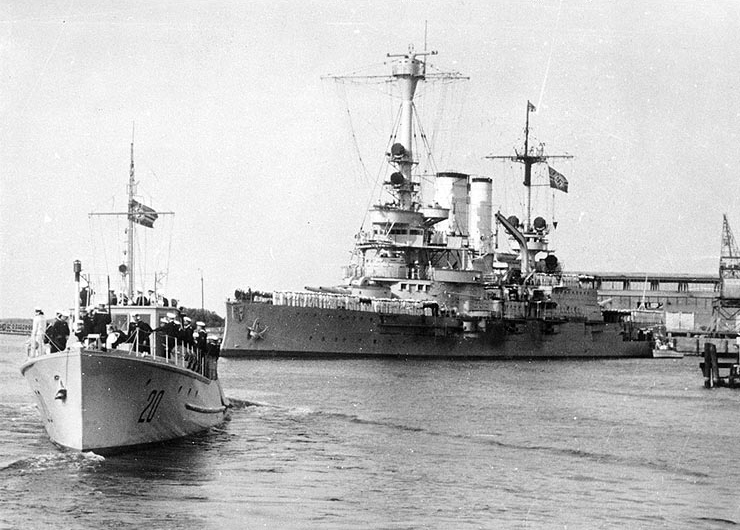
SMS Schleswig-Holstein w czasie „kurtuazyjnej” wizyty w Gdańsku

Wojska lądowe Niemców biorące udział w bitwie o Westerplatte składały się z 3. Kompanii Szturmowej Marynarki (niem. 3. Marine-Stoßtrupp-Kompanie), pod dowództwem por. Wilhelma Henningsena, mającej 229 żołnierzy, zaokrętowanych na pancerniku „Schleswig-Holstein” (była to elitarna kompania piechoty morskiej, później zmieniono jej nazwę na 531. Batalion Artylerii Morskiej, niem. Marine-Artillerie-Abteilung 531), plutonu pionierów z Dessau-Roßlau, samodzielnego batalionu moździerzy (niem. Haubitzen-Abteilung), jednostki obrony wybrzeża należącej do policji gdańskiej (niem. Küstenschutz der Danziger Polizei), jednego pułku Ordnungspolizei oraz lokalnych oddziałów milicji SS (SS-„Heimwehr Danzig”, składającej się z 1500 żołnierzy, dowodzonej przez generalleutnanta Friedricha Eberhardta), w tym oddziału SS Wachsturmbann „Eimann” (już jako część formującej się 3. Dywizji Pancernej SS „Totenkopf”). W szturmie na Westerplatte brały udział także inne mniejsze niemieckie oddziały. Całkowite dowództwo nad atakiem na Westerplatte spoczywało w rękach kmdr. Gustava Kleikampa, znajdującego się na pancerniku „Schleswig-Holstein”.
Niemieckie wojska lądowe były też wyposażone w dużą liczbę ciężkich samochodów pancernych ADGZ, 65 dział artyleryjskich (20 mm działa przeciwlotnicze FlaK 30, 37 mm armaty przeciwpancerne PaK 36, 105 mm lekkie haubice polowe Feldhaubitze18 oraz 211 mm ciężkie haubice holowane Mörser 18), ponad 100 karabinów maszynowych oraz nieznaną liczbę średnich moździerzy i miotaczy ognia Flammenwerfer 35.
Niemieckie wojska lądowo-morskie w szturmie na Westerplatte wspierały także dwa dywizjony Luftwaffe, a były to StG 2 „Immelmann” i 4.(St)/TrGr 186, które to posiadały od 40 do 60 bombowców nurkujących Ju 87 Stuka oraz 7 innych samolotów (Heinkel He 51 i Junkers Ju 52).

## Bitwa

### Walki 1 września

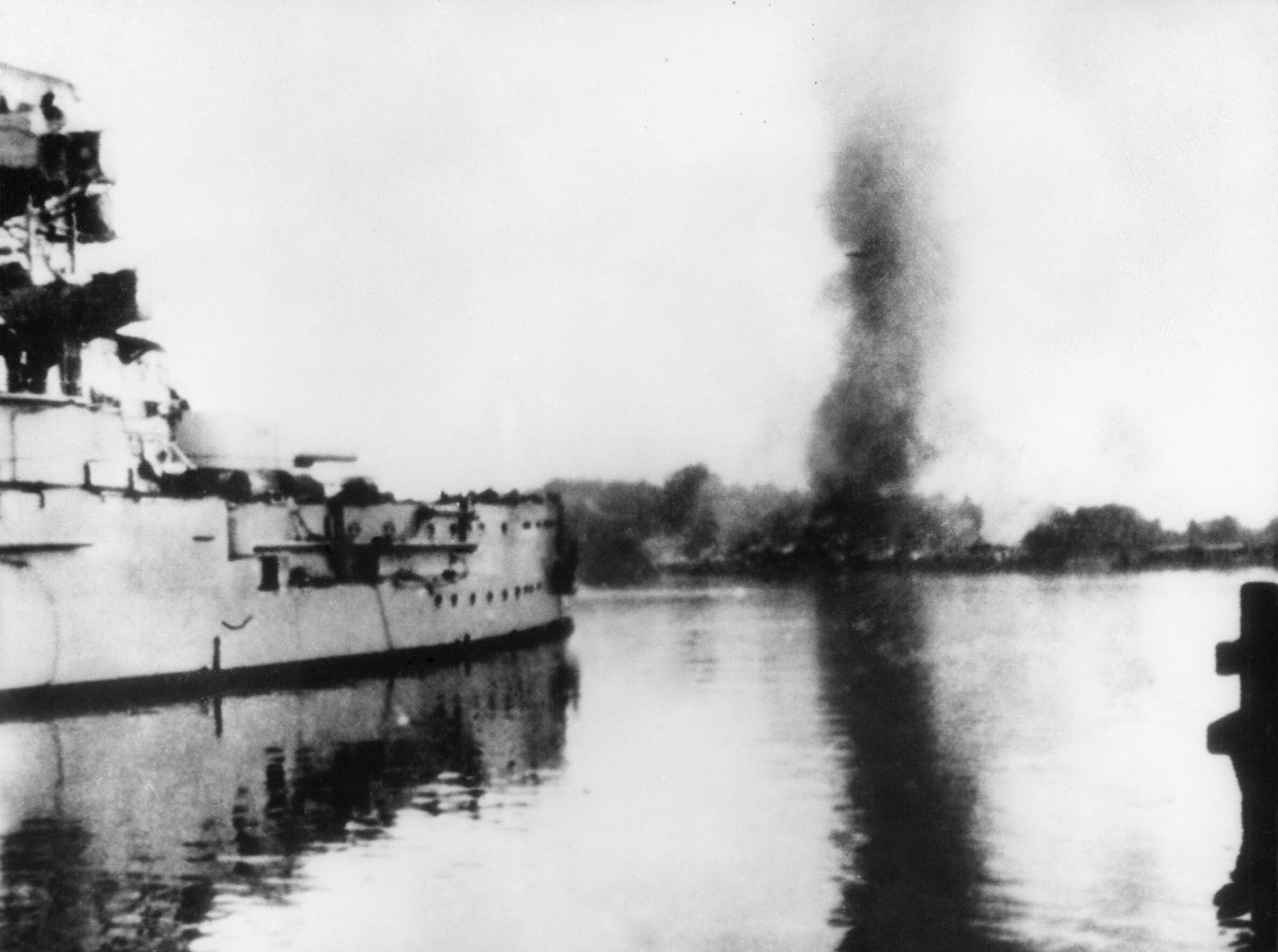
SMS Schleswig-Holstein ostrzeliwuje Westerplatte

1 września (piątek), o godz. 4:45 nad ranem niemiecki pancernik „Schleswig-Holstein” otworzył ogień z dziobowej wieży artyleryjskiej kal. 280 mm, skierowany na polską placówkę. Gdy ogromne, ważące 330 kg, pociski eksplodowały, w powietrze wyleciały brama kolejowa oraz fragmenty muru. Chwilę potem polski posterunek został zaatakowany przez kompanię SS-„Heimwehr Danzig” oraz oddział szturmowy piechoty morskiej (3. Kompania Morska „Stoßtrupp”), zaokrętowany wcześniej na niemieckiej jednostce. Podczas pierwszego ataku na Westerplatte, Niemcy skoncentrowali swoje natarcie na placówkę „Prom”, jednak gdy Polacy wytoczyli działo kal. 75 mm na stanowisko koło elektrowni i zniszczyli dzięki niemu kilka gniazd niemieckich karabinów maszynowych oraz odparli atak na placówkę „Prom” i zniszczyli placówkę gdańskiej policji przy murze, Niemcy dali za wygraną i wycofali się po 90 minutach walk. O godz. 4:50 mjr Henryk Sucharski, komendant Wojskowej Składnicy Tranzytowej w Westerplatte w Wolnym Mieście Gdańsku raportował Dowództwu Floty:
Pancernik „Schleswig-Holstein” rozpoczął o godz. 4:45 ostrzeliwanie Westerplatte z wszystkich dział. Bombardowanie trwa.

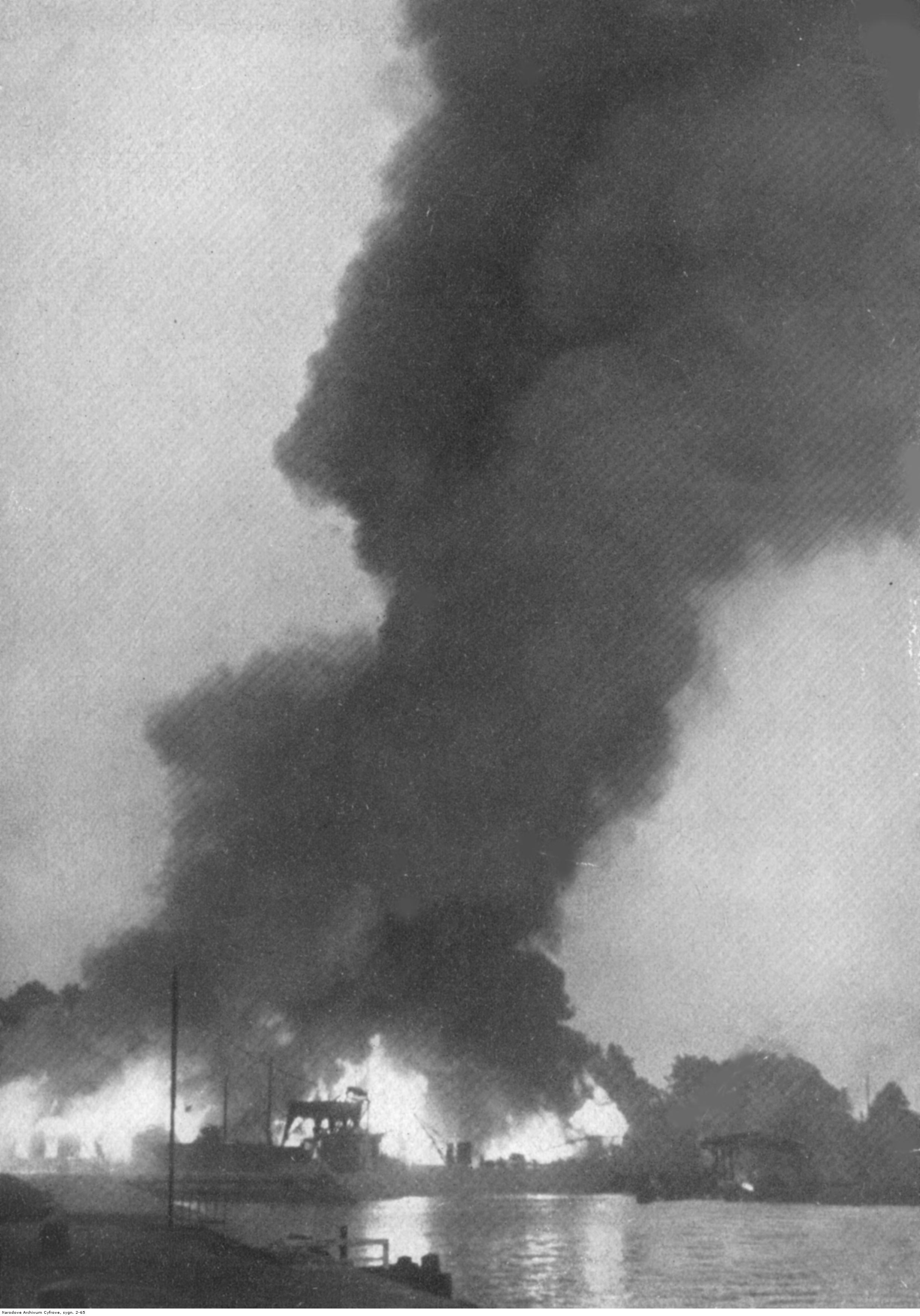
Płonące Warsztaty Portowe Rady Portu i Dróg Wodnych położone przy ogrodzeniu polskiej placówki, 1 września 1939

Po fiasku pierwszego natarcia Niemcy przygotowywali się do drugiego. Nawała ogniowa „Schleswiga-Holsteina” była jednak tym razem dłuższa. Skierowana ona była w kierunku placówki „Prom”, która zadała największe straty Niemcom podczas pierwszego natarcia. Podczas drugiego ataku przetrzebioną kompanię szturmową Kriegsmarine wsparł pluton z formacji SS-„Heimwehr Danzig” uderzający od strony plaży. Podczas gdy Niemcy zbliżali się do „Promu”, por. Leon Pająk rozkazał otworzyć ogień moździerzom rozlokowanym koło koszar. Ich celny ogień rozproszył i odrzucił napastników. W tym samym czasie „Schleswig-Holstein” znowu otworzył ogień, jeden z odłamków jego pocisków ciężko zranił por. Pająka, który zdał dowództwo chor. Janowi Gryczmanowi. Inne pociski „Schleswiga-Holsteina” ciężko uszkodziły polską siedemdziesiątkę piątkę, przewracając ją i rozbijając przyrządy celownicze. Od tego momentu niemieckie karabiny maszynowe zza kanału portowego mogły bez problemów ostrzeliwać Westerplatte.

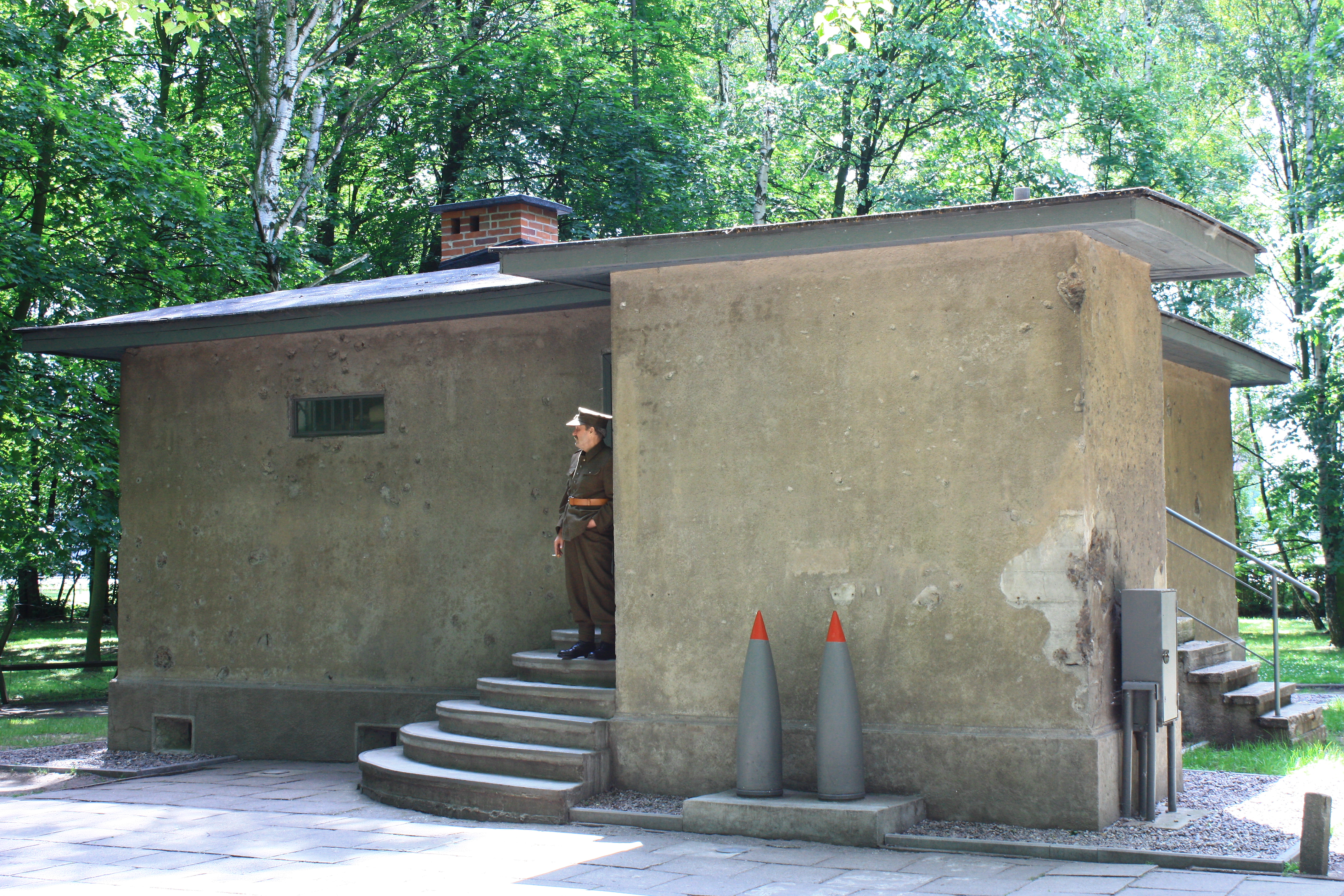
Wartownia nr 1

Ponownie ruszyła niemiecka piechota. Chor. Gryczmanowi nie udało się jednak jej powstrzymać i rozkazał swoim ludziom wycofać się do wartowni nr 1. Niemcy także zbliżyli się do tej reduty, ale wycofali się pod celnym ogniem polskich kaemów. Oprócz „jedynki” strzelały do nich także wartownie nr 2 i 5. W tym samym czasie załoga placówki „Fort” odpierała ataki esesmanów. Około godz. 12:30 drugi szturm ostatecznie załamał się.
Po porażkach natarć przeprowadzonych 1 września zaskoczeni twardym oporem Polaków Niemcy na razie zaniechali ataków na Westerplatte, co jednak nie oznaczało, że zostawili obrońców w spokoju. Do końca dnia nękał ich cały czas ogień „Schleswiga-Holsteina”, baterii artylerii i moździerzy oraz działek i karabinów maszynowych, a patrole niemieckie starały się odnaleźć słabe punkty polskiej obrony, co zmuszało załogi wartowni i placówek do bezustannego bycia czujnym i przygotowanym na kolejne ataki.
Straty niemieckie tego dnia to 20 zabitych oraz 140 rannych żołnierzy. Po stronie polskiej było 4 zabitych i 10 rannych, w tym trzech ciężko.

### Walki od 2 do 7 września
Hitlerowi i miejscowemu gauleiterowi Forsterowi zależało na jak najszybszym zdobyciu Westerplatte, aby nie psuć uroczystości z okazji włączenia Gdańska do Rzeszy. Z tego powodu niemieckie dowództwo zamierzało złamać morale Polaków.

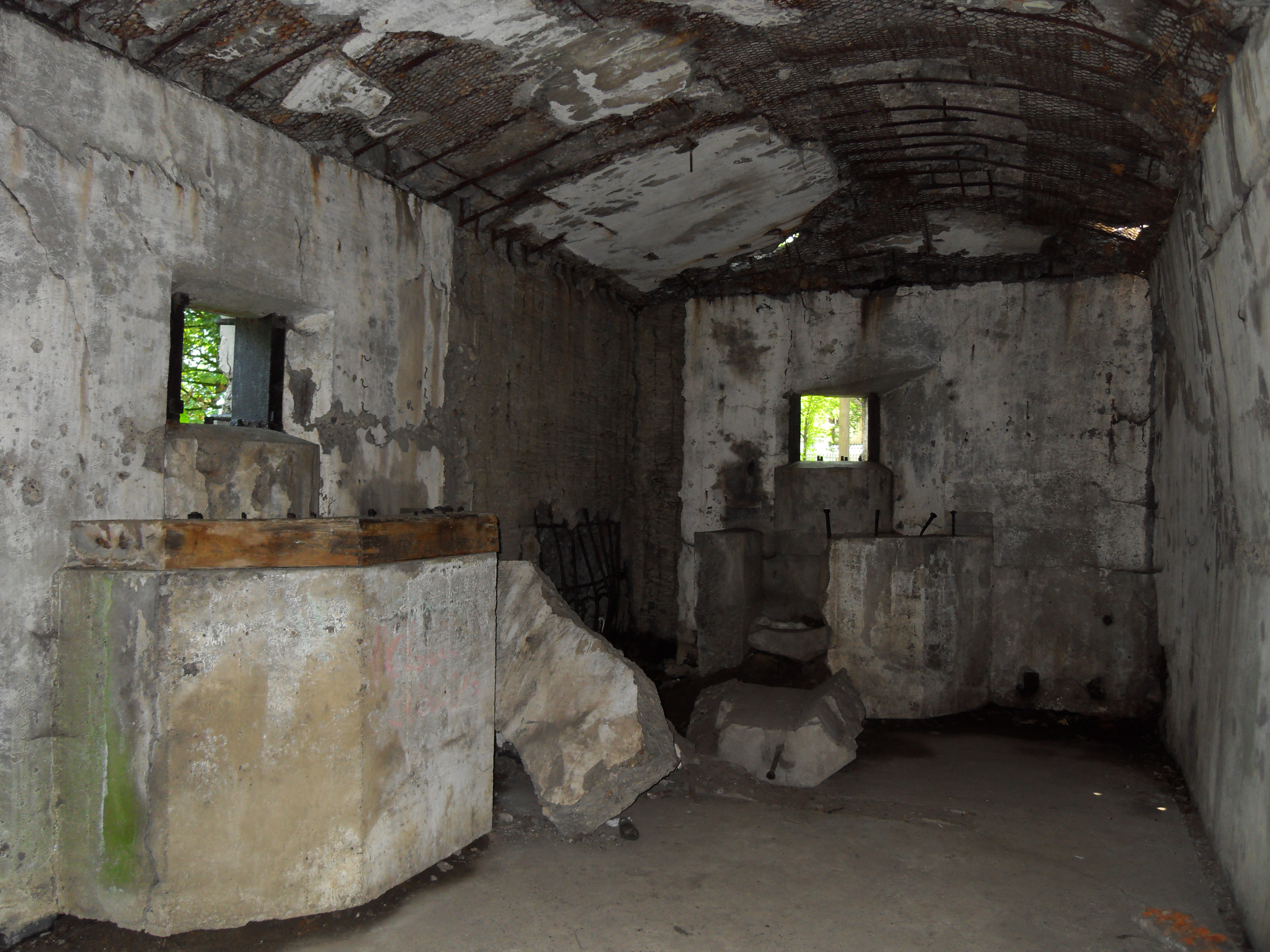
Kabina bojowa w suterenie nowych koszar, skąd prowadzono ogień

Od 2 września Niemcy ograniczyli się do prowadzenia ataków rozpoznawczych, mających na celu wybadanie obrony polskiej. Jeszcze tego samego dnia przed godz. 18:00 nadleciały bombowce nurkujące Ju 87 Stuka (w sumie w nalocie wzięło udział blisko 60 samolotów tego typu). Po przybyciu nad teren Westerplatte rozpoczęły bombardowanie. Trafiona została wartownia nr 5, pod którą śmierć poniosło co najmniej sześciu obrońców. Ciężko uszkodzone zostały także koszary, gdzie bomby zniszczyły kuchnię i radiostację, zniszczone zostały wszystkie moździerze i przerwana łączność telefoniczna. Nalot trwał łącznie 40 minut.

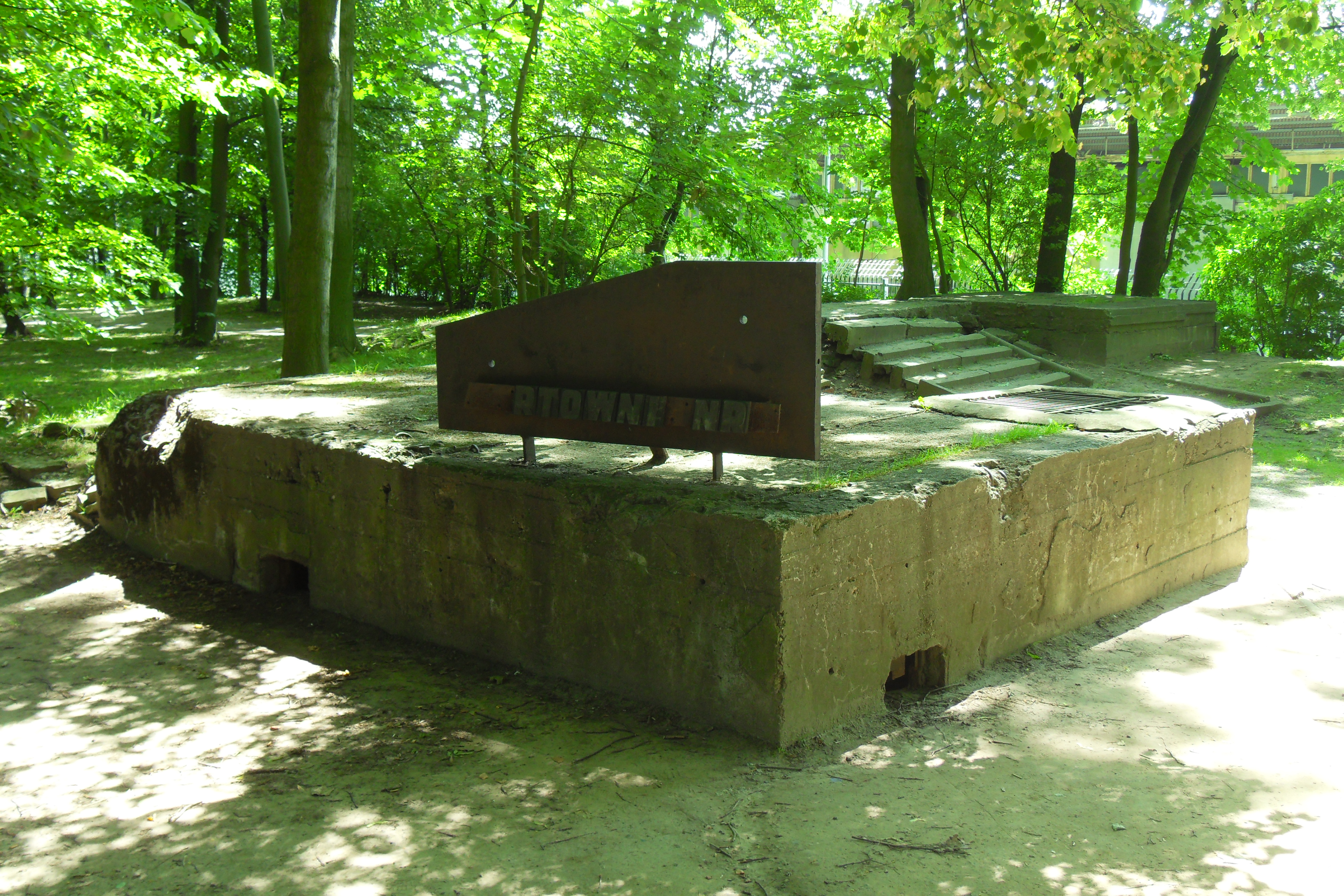
Pozostałości wartowni nr 3

W kolejnych dniach walk o Westerplatte coraz bardziej wyczerpani Polacy trwali na stanowiskach (z braku ludzi nie było możliwości zluzowania obsad wartowni i placówek), odpierając niemieckie natarcia oraz znosząc ostrzał artyleryjski. Morale załogi na krótko poprawiła wiadomość o tym, iż Wielka Brytania i Francja wypowiedziały wojnę III Rzeszy. Jednak pomoc, zarówno ze strony państw Europy Zachodniej, jak i Armii „Pomorze”, nie nadchodziła i słabła nadzieja, że w ogóle nadejdzie.
Tymczasem Niemcy przygotowywali się do generalnego szturmu. 4 września do ostrzeliwania Westerplatte przystąpiły dwa torpedowce Kriegsmarine (T-196 oraz T-963). Niemcy ściągnęli także kompanię pionierów wyposażoną m.in. w miotacze ognia, a także ciężkie moździerze kal. 211 mm.

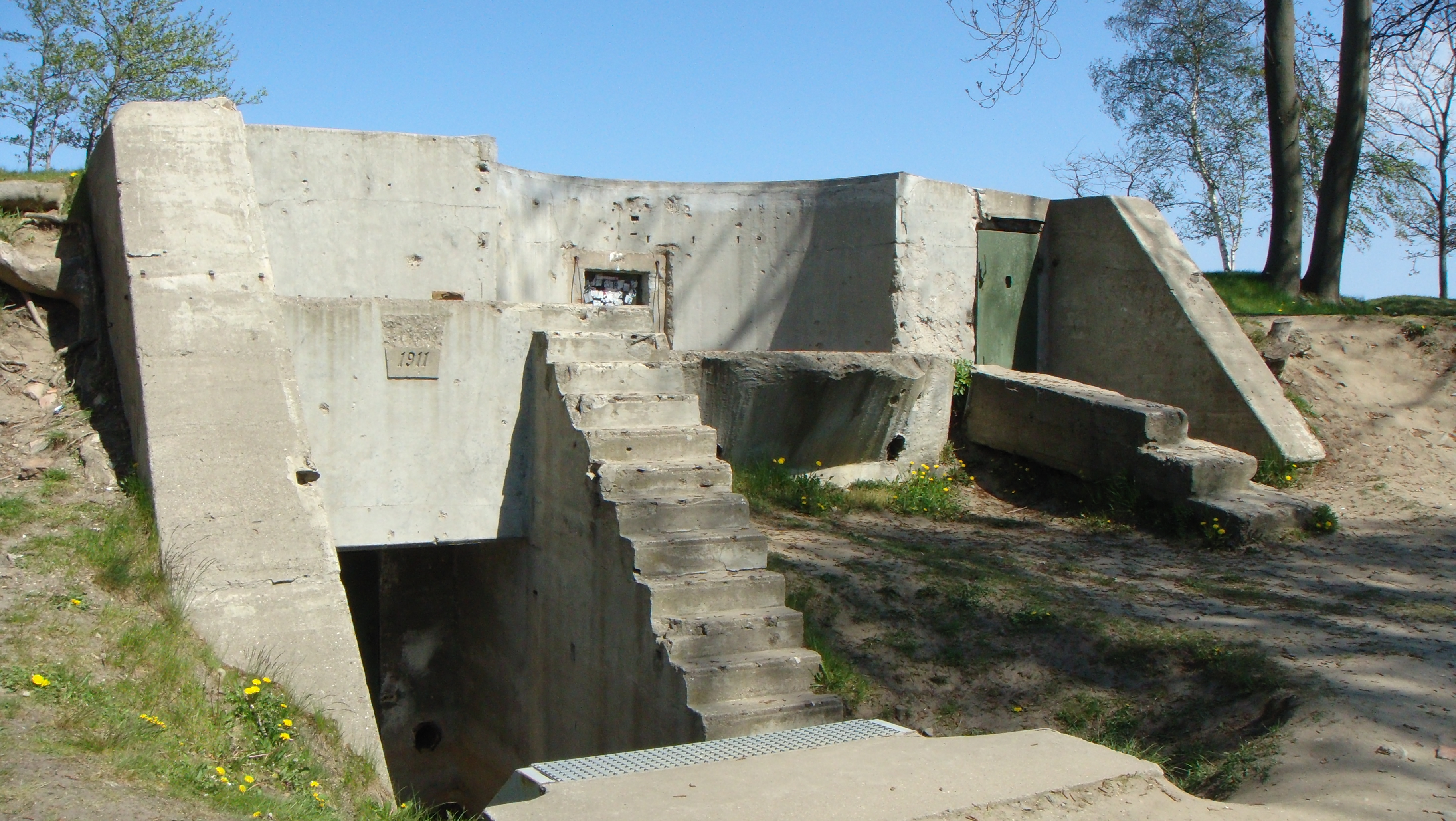
Placówka „Fort”

6 września Niemcy dwukrotnie podjęli próbę podpalenia lasu porastającego Westerplatte za pomocą cystern, wypełnionych ropą, wtoczonych na teren składnicy po linii kolejowej. Pierwsza próba zakończyła się porażką i została powstrzymana ogniem broni maszynowej i działka przeciwpancernego 37 mm, które zniszczyły cysternę, a za drugim razem pożar nie rozprzestrzenił się. W tym samych dniach (2–6 września) Westerplatte było wielokrotnie ostrzeliwane z ciężkich dział i bombardowane przez eskadry niemieckich Ju 87 Stuka.
Rankiem 7 września niemiecka artyleria rozpoczęła potężną kanonadę. Tego samego dnia na teren walki przybyły niemieckie uzupełnienia – szkolny batalion saperów i oddział policji. Po godzinnym ostrzale do ataku ruszyli saperzy, którzy za pomocą miotaczy ognia podpalili las, a za nimi piechota. Pociski moździerzowe poważnie uszkodziły wartownię nr 2, ale polskie karabiny maszynowe jeszcze raz powstrzymały atakujących.

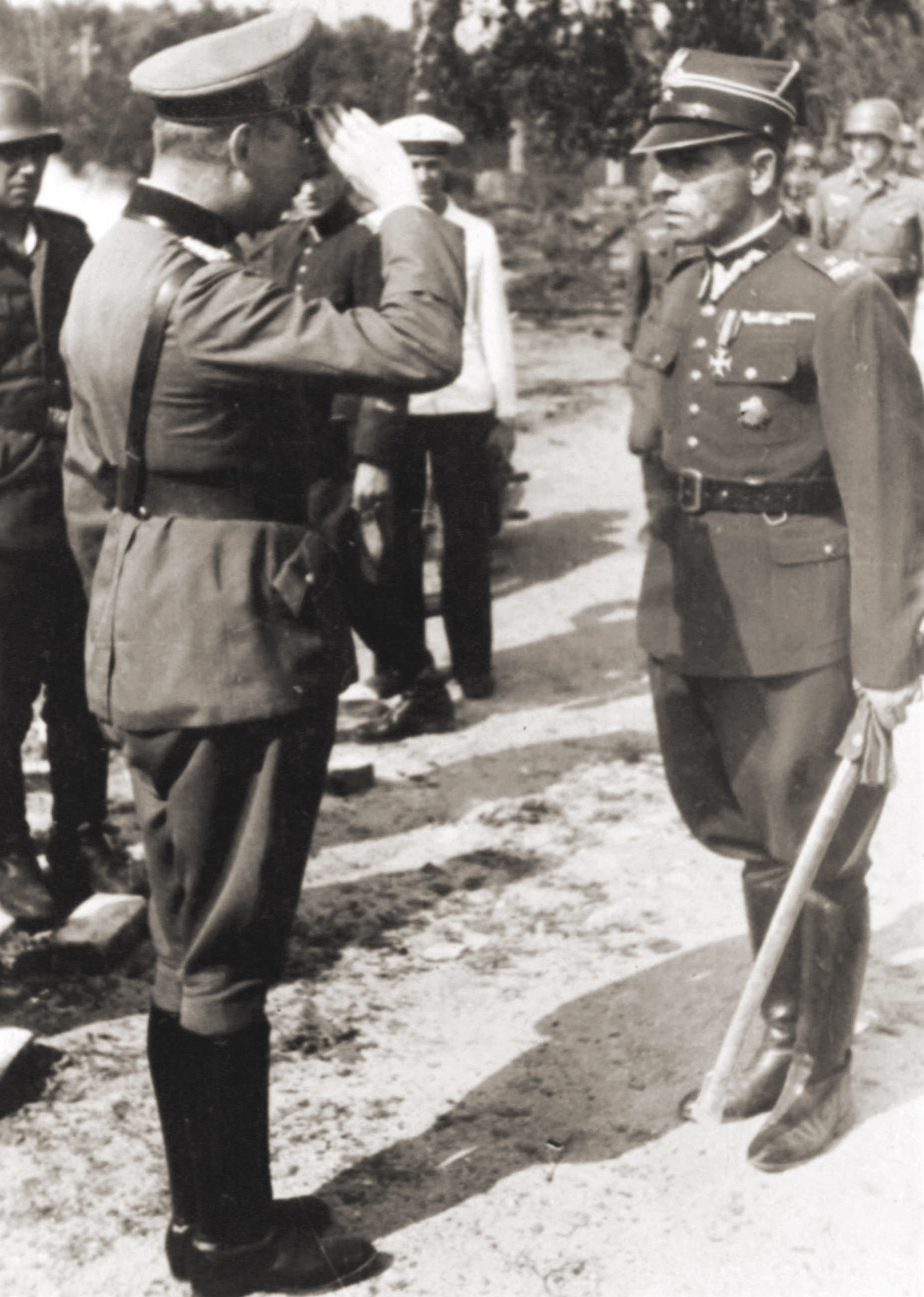
Gen. Friedrich Eberhardt salutuje przed mjr. Henrykiem Sucharskim podczas rozmów o poddaniu Westerplatte

Był to jednak ostatni wysiłek obronny załogi Westerplatte. Około godz. 10:15 mjr Henryk Sucharski, który już w poprzednich dniach domagał się kapitulacji, wydał rozkaz poddania się, argumentując to stratami (zginęło co najmniej 20 żołnierzy), beznadziejnym położeniem, wyczerpaniem żołnierzy, fatalnym stanem rannych i przewagą liczebną wroga (Niemcy dysponowali wówczas niemal dwudziestokrotną przewagą liczebną nad siłami obrońców) oraz wobec wypełnienia rozkazu obrony placówki przez jeden dzień. Część obrońców chciała walczyć dalej, ale rozkaz został potwierdzony. Załoga zebrała się przy koszarach, a mjr Sucharski z dwoma żołnierzami udał się do Niemców. Dowódca wojsk niemieckich gen. Friedrich Eberhardt w uznaniu męstwa Polaków pozwolił majorowi przebrać się w mundur galowy oraz zachować szablę.

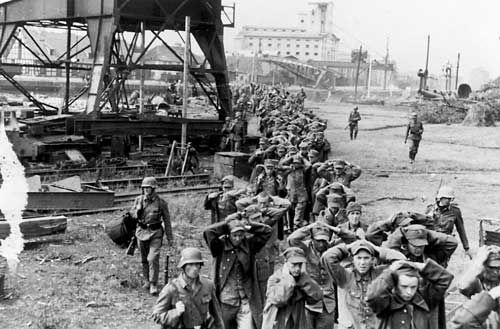
Wzięci do niewoli przez Niemców obrońcy Westerplatte

Obrona Westerplatte miała także, o czym rzadko się wspomina w historiografii, również wymiar żołnierskiego dramatu. Mjr Sucharski bowiem, po odparciu pierwszych ataków i propagandowym zademonstrowaniu polskich praw do Gdańska, z powodu braku jakichkolwiek nadziei na odsiecz, chciał zakończyć nierówny bój. Mjr Sucharski całkowicie popadł w załamanie nerwowe, kiedy Luftwaffe przeprowadziła nalot na Westerplatte 2 września w celu złamania morale Polaków. Niewiele brakowało, aby Niemcy osiągnęli wtedy swój cel. Ten trwający 40 minut nalot poważnie nadszarpnął psychikę obrońców. Niektórzy żołnierze porzucili wtedy stanowiska i uciekli, chroniąc się w koszarach. Roztrzęsiony mjr Sucharski nakazał wywiesić białą flagę na znak kapitulacji. Kryzys zażegnał jego energiczny zastępca kpt. Franciszek Dąbrowski – zwolennik kontynuowania obrony do wyczerpania wszelkich możliwości oporu. Rozkazał zdjąć flagę i odizolować mjra Sucharskiego do czasu, aż dojdzie do siebie. Dąbrowski przejął dowództwo nad obroną, choć aby uniknąć niepotrzebnego fermentu w szeregach, utrzymywano to w tajemnicy. Prawdopodobnie kilku żołnierzy odmówiło powrotu na pozycje obronne i zostało rozstrzelanych za niesubordynację (Niemcy odnaleźli po kapitulacji groby niezidentyfikowanych obrońców). Przeciwnik nie wykorzystał jednak momentu załamania i nie przeprowadził natarcia tuż po nalocie, które mogłoby się zakończyć upadkiem polskiej placówki.

## Po bitwie

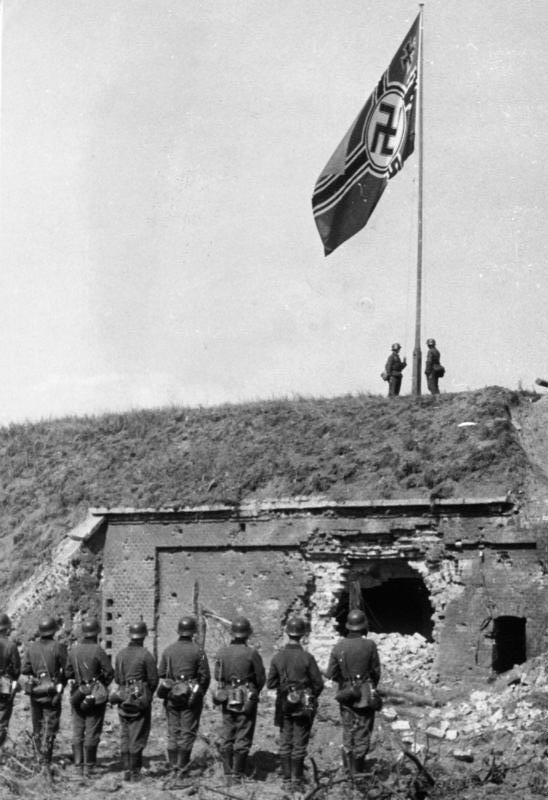
Wciągnięcie flagi wojennej III Rzeszy nad gruzami placówki Westerplatte, 8 września 1939

Straty niemieckie w bitwie o Westerplatte według oryginalnych szacunków polskich wynoszą ok. 300 zabitych i 700–1000 rannych, jednak według nowszych danych wynoszą one około 30–50 zabitych i co najmniej 120 rannych, wobec ok. 15 poległych i ok. 50 rannych po stronie polskiej. Krzysztof Komorowski podaje 50 zabitych i 150 rannych po stronie niemieckiej.
Obrońcy Westerplatte, którzy wytrwali na straceńczej placówce do 7 września, odpierając 13 szturmów, swą postawą i determinacją zyskali nie tylko sławę, ale i demonstracyjnie okazywany szacunek przeciwnika, co w całej kampanii było czymś wyjątkowym. Niemcy nazywali nawet Westerplatte „małym Verdun”, co miało obrazować furię natarcia ich żołnierzy na placówkę.

## Konflikt o zasadność obrony
Według tezy filmu i książki Tajemnica Westerplatte Pawła Chochlewa, opartej na tezach badaczy Jacka Żebrowskiego, Mariusza Borowiaka (autora książki Westerplatte: w obronie prawdy), materiałów znajdujących się w prywatnych zbiorach, drugiego dnia obrony na Westerplatte doszło do buntu części oficerów, który zakończył się zastrzeleniem kilku buntowników przez innych polskich żołnierzy oraz przejęciem dowodzenia przez kapitana Franciszka Dąbrowskiego. Odsunął on od dowodzenia pozbawionego nadziei na zwycięstwo z Niemcami majora Henryka Sucharskiego.
Dodatkowo major Henryk Sucharski już 31 sierpnia 1939 roku prawdopodobnie dowiedział się od podpułkownika Wincentego Sobocińskiego:
Heniek, nie licz na żadną pomoc, nie macie tutaj żadnej szansy. Gdańsk jest odcięty. Uważaj jutro rano, Niemcy uderzą, nie dajcie się zaskoczyć. Ty dowodzisz i ty decydujesz. Jak uznasz, że opór nie ma szans, wiesz, co robić. Nie daj się tylko zaskoczyć.
Oficerowie z Westerplatte prawdopodobnie dowiedzieli się o tej rozmowie dopiero po wojnie.
Tezy wysuwane przez badaczy:

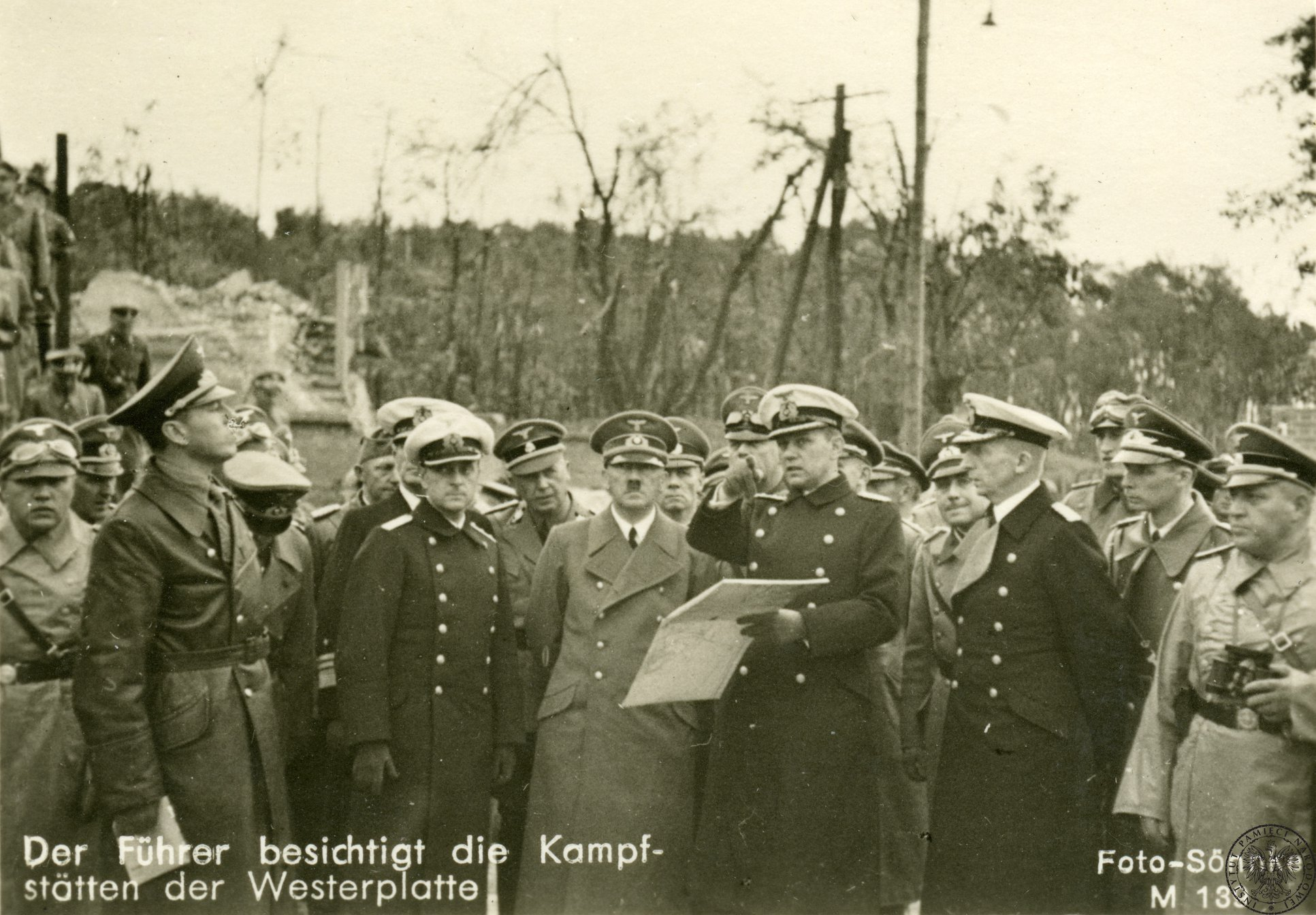
Adolf Hitler wizytuje pobojowisko na Westerplatte

- 2 września około godziny 19:30 dowódca niemieckiej kompanii szturmowej, porucznik Walter Schug, otrzymał meldunek o białej fladze nad Westerplatte, a po chwili flaga zniknęła,
- Dokumenty dotyczące Westerplatte zostały spalone na polecenie mjr Sucharskiego 2 września,
- 8 września 1939 roku żołnierze wroga znaleźli na Westerplatte grób z ciałami czterech polskich żołnierzy, o których milczały polskie relacje,
- Kapitan Franciszek Dąbrowski nie dbał ani o swoje życie, ani o cudze, z racji silnego poczucia tzw. honoru żołnierza i arystokratycznych korzeni,
- Major Henryk Sucharski szybko zwątpił w dalszą obronę Westerplatte, gdyż był przekonany, że obiecana pomoc nigdy nie nadejdzie.

Natomiast Tomasz Sudoł z IPN-u, który recenzował Tajemnicę Westerplatte, wysuwa brak potwierdzenia niektórych tez filmu. Według niego:
- Nie jest znany dokładny przebieg rozmowy majora z ppłk. Sobocińskim,
- W relacjach sześć do dwunastu godzin obrony obowiązywało tak naprawdę w wypadku zaatakowania składnicy w czasie kryzysu polsko-gdańskiego,
- Placówka na Westerplatte nie podlegała ppłk. Sobocińskiemu pod względem taktycznym, a zatem nie mógł on wydać mjr Sucharskiemu żadnych dyspozycji,
- Składnica wojskowa była przygotowywana właśnie na potrzeby długotrwałego oblężenia, a nie jednodniową obronę,
- Wszyscy wierzyli w pomoc ze strony Wielkiej Brytanii i Francji[19][20][21][22][23].

## Obrońcy polegli w czasie walk

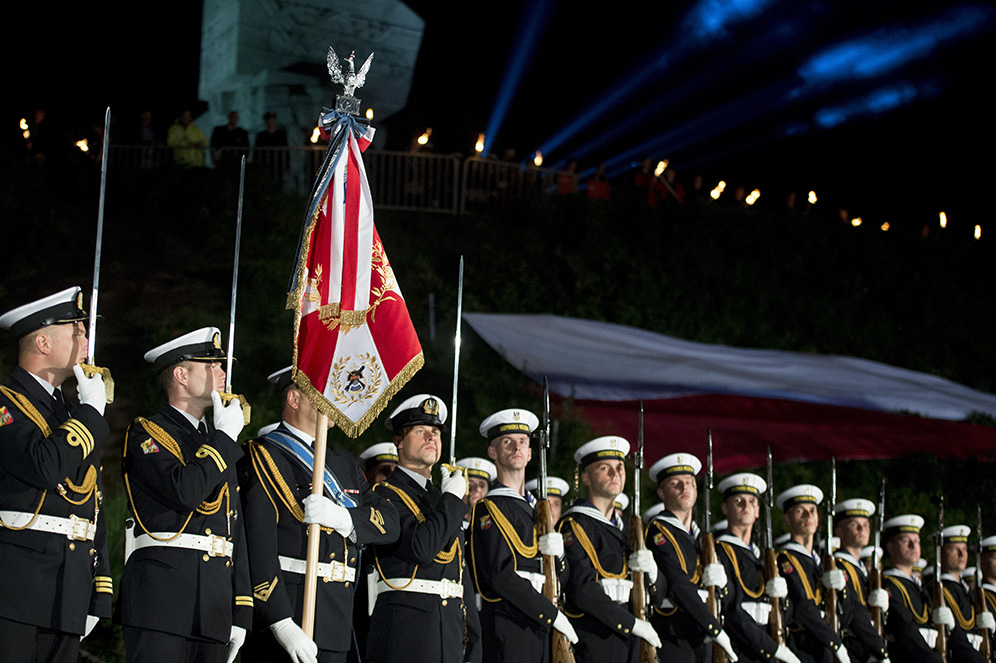
Obchody 78. rocznicy początku obrony Westerplatte i wybuchu II wojny światowej

W czasie walk poległo co najmniej 16 obrońców, a dodatkowo jeden z nich (sierż. Kazimierz Rasiński) został zamordowany w niewoli przez Gestapo za odmowę ujawnienia szyfrów radiowych.
Według zapisów z dziennika bojowego pancernika „Schleswig-Holstein” Polacy zaraz po kapitulacji podali swoje straty jako 15–20 zabitych. Porucznik Pająk w swojej relacji z 1945 roku podał, że straty polskie wyniosły 21 żołnierzy. Chorąży Gryczman w swojej relacji podał straty polskie jako 20 zabitych.
Z ustalonego składu załogi WST los siedmiu żołnierzy jest nadal nieznany. Nie wiadomo, czy są to ci nieznani z nazwisk żołnierze, odnalezieni na terenie Westerplatte.
1. strz. Konstanty Jezierski (1 września śmiertelnie ranny w głowę w kabinie bojowej wartowni nr 3 od pocisku, który wpadł przez strzelnicę)
2. st. sierż. Wojciech Najsarek (1 września wybiegł ze swej samotnej placówki – stacji PKP – i rażony serią pocisków ciężkiego karabinu maszynowego poniósł śmierć na miejscu)
3. kpr. Andrzej Kowalczyk (1 września ciężko ranny, pozostawiony ok. 100 metrów od wartowni nr 1, prawdopodobnie żywcem zasypany w leju po bombie podczas ostrzału artyleryjskiego)
4. strz. Bronisław Uss (1 września ciężko ranny koło wartowni Schupo, odnaleziony przez Niemców, zmarł tego dnia na przedpolu Westerplatte mimo prób uratowania go)
5. st. leg. Zygmunt Zięba (1 września ranny odłamkiem bomby w koszarach, zmarł 2 września)
6. strz. Władysław Jakubiak (2 września zginął od wybuchu bomby przed koszarami)
7. plut. zaw. Adolf Petzelt (2 września zginął w wartowni nr 5 w wyniku eksplozji bomby lotniczej – szczątki odnaleziono w roku 2019)[25]
8. kpr. Bronisław Perucki (2 września zginął w wartowni nr 5 w wyniku eksplozji bomby lotniczej – szczątki odnaleziono w roku 2019)[25]
9. st. strz. Władysław Okrasa (2 września zginął w wartowni nr 5 w wyniku eksplozji bomby lotniczej – szczątki odnaleziono w roku 2019)[25]
10. leg. Antoni Piróg (2 września zginął w wartowni nr 5 w wyniku eksplozji bomby lotniczej)
11. st. leg. Ignacy Zatorski (2 września zginął w wartowni nr 5 w wyniku eksplozji bomby lotniczej)
12. leg. Józef Kita (2 września zginął w wartowni nr 5 w wyniku eksplozji bomby lotniczej – szczątki odnaleziono w roku 2019)[25]
13. kpr. Jan Gębura (2 września zginął w wartowni nr 5 w wyniku eksplozji bomby lotniczej – szczątki odnaleziono w roku 2019)[25]
14. NN (2 września zginął w wartowni nr 5 w wyniku eksplozji bomby lotniczej)
15. NN (2 września zginął w wartowni nr 5 w wyniku eksplozji bomby lotniczej)
16. NN (2 września zginął w wartowni nr 5 w wyniku eksplozji bomby lotniczej)
17. leg. Mieczysław Krzak (5 września zginął w wyniku pomyłki – wzięty za Niemca – od kuli kolegów w nocy koło placówki „Fort”)
18. strz. Jan Czywil (7 września ciężko ranny w szyję i głowę w wartowni nr 1, zmarł w niemieckim szpitalu wieczorem tego dnia)
19. leg. Józef Dulęba (7 września zmarł w niemieckim szpitalu)
20. NN (według relacji plut. Mieczysława Wróbla pochowany koło koszar)
21. NN (według relacji plut. Mieczysława Wróbla pochowany koło koszar)
22. NN (zwłoki odnalezione w koszarach)
23. NN (zwłoki odnalezione zimą 1940 roku)

W 2021 roku został wyprodukowany dokument pt. „Identyfikacja obrońców Westerplatte".
4 listopada 2022 roku dziewięciu obrońców Westerplatte spoczęło wraz ze swoim dowódcą majorem Henrykiem Sucharskim na nowym Cmentarzu Żołnierzy Wojska Polskiego na Westerplatte. Pochowani zostali: mjr Henryk Sucharski, plutonowy Adolf Petzelt, kapral Bronisław Perucki, kapral Jan Gębura, starszy strzelec Władysław Okrasa (Okraszewski), legionista Józef Kita, starszy legionista Ignacy Zatorski, starszy legionista Zygmunt Zięba oraz dwóch niezidentyfikowanych obrońców Westerplatte.

## Straty niemieckie
Obrońcy oszacowali straty niemieckie na około 400 zabitych. W rzeczywistości liczba ta była z pewnością o wiele mniejsza. Zgodnie ze stanowiskiem strony niemieckiej przyjmuje się, że w czasie walk poległo najprawdopodobniej około 50 żołnierzy i funkcjonariuszy. Poniżej przedstawiono prawdopodobne straty poszczególnych jednostek, biorących udział w bitwie.
- 1. Kompania Szturmowa Kriegsmarine – w czasie ataku 1.09 poległo 18 żołnierzy. Łącznie ze zmarłymi z ran zginęło prawdopodobnie 27 członków tej jednostki. Znani z nazwisk są Wilhelm Henningsen (dowódca kompanii), Walter Graf (dowódca 2. plutonu), Karl Griechen i Erich Hubner. Od 2 do 7 września jednostka nie odnotowała strat.
- Kompania Saperów Szturmowych – 3 poległych 7.09 w czasie rozpoznania bojem.
- Wachsturmbann Eimann – prawdopodobnie 9 poległych – źródła podają 12 zabitych w walkach na terenie Gdańska (w ataku na Pocztę Polską zginęło 3 członków jednostki).

W źródłach niemieckich brak jest danych na temat strat w jednostkach SS-Heimwehr Danzig, Policji Wolnego Miasta Gdańsk i wśród członków załóg okrętów. Jeśli wystąpiły, to należy je przyjąć za porównywalne do strat Wachsturmbann Eimann.

## Westerplatte w kulturze
- Pieśń o żołnierzach z Westerplatte – wiersz Konstantego Ildefonsa Gałczyńskiego
- Westerplatte – film z 1967 w reżyserii Stanisława Różewicza
- Tajemnica Westerplatte – film z 2013 w reżyserii Pawła Chochlewa